# Euroscaptor malayanus
Euroscaptor malayanus — вид ссавців родини Talpidae. Він ендемічний для високогір’я півострова Малайзія, що робить його найпівденнішим відомим видом кротів.

## Опис
Відносний розмір верхніх молярів до найбільшої довжини черепа є найбільшим у роду Euroscaptor.